# Rocketplane Kistler

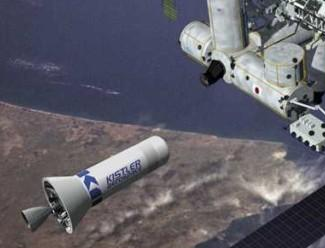
Representació per ordinador del vehicle de llançament K-1 (a l'esquerra) que s'acosta a l'Estació Espacial Internacional (a la dreta)

Rocketplane Kistler (RpK) era una empresa de sistemes de llançament reutilitzables amb seu originàriament a Oklahoma. Es va formar el 2006 després que Rocketplane Limited, Inc. adquirís Kistler Aerospace. La NASA va anunciar que Rocketplane Kistler havia estat escollida per desenvolupar serveis de llançament de tripulació i càrrega. No obstant això, després d'haver perdut fites financeres, la NASA va acabar el finançament del projecte. El 2010 va presentar la fallida del capítol 7.

## Vehicle de llançament K-1
El projecte principal de Rocketplane Kistler va ser el K-1, un vehicle de llançament reutilitzable que estava destinat a arribar a l'òrbita geosíncrona, i s'esperava que competís amb coets d'un sol ús relativament cars per al servei de l'Estació Espacial Internacional.

## Història corporativa
Kistler Aerospace va ser fundada a Kirkland, Washington, per Walter Kistler i Bob Citron el 1993 com a empresa privada que intentava desenvolupar vehicles totalment reutilitzables capaços d'orbitar la Terra a un preu mínim.
Al febrer de 2006, Kistler va ser adquirida pel propietari majoritari de Rocketplane Limited, Inc, una empresa privada de vehicles espacials reutilitzables. Kistler Aerospace va continuar funcionant fins al seu tancament amb el nom de Rocketplane Kistler. Mentrestant, Rocketplane Limited, Inc. va canviar el seu nom per Rocketplane Global, Inc., amb una tercera companyia, Rocketplane, Inc. constituïda com a empresa matriu per a les dues.

### Associació de llançament de la NASA
L'agost de 2006, la NASA va anunciar que Rocketplane Kistler havia estat escollit, juntament amb SpaceX, per desenvolupar serveis de llançament de tripulació i càrrega, coneguts com a Commercial Orbital Transportation Services (COTS), per a l'Estació Espacial Internacional. El pla preveia vols de demostració entre el 2008 i el 2010. Rocketplane Kistler rebria fins a 207 milions de dòlars si complissin totes les fites de la NASA.
Al novembre de 2006, Rocketplane Kistler i Alliant Techsystems van anunciar que Alliant Techsystems es convertiria en el contractista principal del vehicle de llançament K-1 de Rocketplane Kistler.

### Fites financeres no complertes el 2006 i el 2007
Al setembre de 2006, Rocketplane Kistler va començar a perdre les fites financeres associades a l'acord COTS, i va sol·licitar i rebre de la NASA una ampliació de 30 dies sobre la fita per completar la ronda de finançament inicial de 40 milions de dòlars. Al febrer de 2007, RpK va renegociar el seu acord COTS, y va acordar recaptar els 500 milions de dòlars de finançament privat necessari abans de finals de maig.
L'agost de 2007, RpK no havia aconseguit aquest finançament, obligant-los a reduir la seva força de treball.
El 7 de setembre de 2007, la NASA va comunicar a Rocketplane Kistler que l'acord COTS es rescindiria en 30 dies a causa de la incapacitat continuada de complir les seves fites financeres. La NASA va anunciar a l'octubre de 2007 que havia finalitzat el finançament del projecte.

### Reducció
A causa de dificultats financeres, la companyia havia acomiadat la majoria dels seus empleats fins al febrer de 2009 i havia consolidat les seves operacions comercials a Wisconsin, the home state of the company president.
Rocketplane Inc., juntament amb les seves filials, Rocketplane Kistler i Rocketplane Global, no van complir les seves promeses als residents d'Oklahoma i, en fallida financera, van abandonar l'estat en 2009. "La companyia va recaptar 18 milions de dòlars en exempcions fiscals estatals, però la seva nau espacial Rocketplane XP no es va materialitzar mai. La companyia va tancar les seves oficines centrals d'Oklahoma City i va abandonar el seu hangar a Burns Flat".(anglès)

### Fallida
El 15 de juny de 2010, Rocketplane Inc., així com les seves filials i el seu conseller delegat, George French, van presentar la fallida pel capítol 7. Després de 17 anys d'intents de desenvolupament, els tràmits de fallida per a Rocketplane Kistler van incloure 108.250 dòlars en actius que inclouen maquinari i eines per al coet K-1, així com moltes patents i marques no registrades sense valor relacionades amb el coet. Es van reclamar els passius assegurats a 3,7 milions de dòlars, i també es van registrar els passius no garantits a poc menys de 3,7 milions de dòlars.

### Kistler Space Systems
El desembre de 2011, tots els actius de Rocketplane Kistler van ser adquirits per Space Assets LLC i es va fundar una nova empresa Kistler Space Systems.